# Edificiul pentru funcții social-culturale de pe str. Iuri Gagarin, 25 (Tighina)
Edificiul pentru funcții social-culturale de pe str. Iuri Gagarin, 25 este o clădire amplasată pe str. Iu. Gagarin, 25 în Tighina, Republica Moldova. Este un monument istoric și arhitectural de importanță națională inclus în Registrul monumentelor Republicii Moldova ocrotite de stat cu nr. 16 (municipiul Tighina). Datează din jum. II a sec. XIX.